# یدمه
یدمه (به عربی: يدمه) یک منطقهٔ مسکونی در عربستان سعودی است که در استان نجران واقع شده‌است.